# Elecciones municipales de Huancavelica de 1993
Las elecciones municipales de Huancavelica de 1993 se llevaron a cabo el 29 de enero de 1993 para elegir al alcalde y al Concejo Provincial de Huancavelica para el periodo 1993-1995. La elección se celebró simultáneamente con elecciones municipales en todo el país.

## Sistema electoral
La Municipalidad Provincial de Huancavelica es el órgano administrativo y de gobierno de la provincia de Huancavelica. Está compuesta por el alcalde y el Concejo Provincial.
La votación del alcalde y el concejo se realiza en base al sufragio universal, que comprende a todos los ciudadanos nacionales mayores de dieciocho años, empadronados y residentes en la provincia de Huancavelica y en pleno goce de sus derechos políticos, así como a los ciudadanos no nacionales residentes y empadronados en la provincia de Huancavelica.
El Concejo Provincial de Huancavelica está compuesto por 19 regidores elegidos por sufragio directo para un período de tres (3) años, en forma conjunta con la elección del alcalde (quien lo preside) La votación es por lista cerrada y bloqueada. Se asigna a la lista ganadora los escaños según el método d'Hondt o la mitad más uno, lo que más le favorezca.

## Composición del Concejo Provincial de Huancavelica
La siguiente tabla muestra la composición del Concejo Provincial de Huancavelica antes de las elecciones.
| Partidos | Partidos                | Regidores |
| -------- | ----------------------- | --------- |
|          | Izquierda Unida         | 10        |
|          | Frente Democrático      | 8         |
|          | Partido Aprista Peruano | 1         |

## Partidos y candidatos
A continuación se muestra una lista de los principales partidos y alianzas electorales que participaron en las elecciones:
| Candidatura | Candidatura | Partidos y alianzas | Candidatos | Candidatos               | Ideología                                                  | Resultado previo | Resultado previo | Ref. |
| Candidatura | Candidatura | Partidos y alianzas | Candidatos | Candidatos               | Ideología                                                  | Votos (%)        | Reg.             | Ref. |
| ----------- | ----------- | --- | ---------- | ------------------------ | ---------------------------------------------------------- | ---------------- | ---------------- | ---- |
|             | IU          | Lista - Izquierda Unida (IU) – Unión de Izquierda Revolucionaria (UNIR) – Partido Comunista Peruano (PCP) – Frente Obrero Campesino Estudiantil y Popular (FOCEP) |            | Glicerio Ramírez Luna    | Marxismo-leninismo Mariateguismo Socialismo democrático    | 46.44%           | 10               |      |
|             | AP          | Lista - Acción Popular (AP) |            | Félix Reyes Laos         | Humanismo Nacionalismo cívico Reformismo                   | 44.81%           | 5                |      |
|             | PPC         | Lista - Partido Popular Cristiano (PPC) |            | Emma Vargas de Benavides | Democracia cristiana Conservadurismo Liberalismo económico | 44.81%           | 3                |      |
|             | Libertad    | Lista - Movimiento Libertad (Libertad) |            | José Blua Quispe         | Liberalismo clásico Democracia liberal Republicanismo      | 44.81%           | 0                |      |
|             | APRA        | Lista - Partido Aprista Peruano (APRA) |            | Javier Quezada Alarcón   | Aprismo                                                    | 8.74%            | 1                |      |
|             | FNTC        | Lista - Frente Nacional de Trabajadores y Campesinos (FNTC) |            | Héctor Segovia Alguiar   | Nacionalismo de izquierda Tahuantinsuyismo                 | Nuevo            | Nuevo            |      |
|             | IND         | Lista - Lista Independiente N° 3 Frente Independiente Municipal                                                                                                   |            | Emilio Vera Pareja       | Localismo huancavelicano                                   | Nuevo            | Nuevo            |      |
|             | IND         | Lista - Lista Independiente N° 9 Frente Independiente de Trabajadores de Huancavelica                                                                             |            | Pablo Paco Gómez         | Localismo huancavelicano                                   | Nuevo            | Nuevo            |      |
|             | IND         | Lista - Lista Independiente N° 15 Frente Independiente de los Barrios - Huancavelica                                                                              |            | Javier Bendezú Requena   | Localismo huancavelicano                                   | Nuevo            | Nuevo            |      |

Otros candidatos
| Partidos y alianzas | Partidos y alianzas                                                      | Candidatos                  |
| ------------------- | ------------------------------------------------------------------------ | --------------------------- |
|                     | Lista Independiente N° 5 Renovación                                      | Federico Pareja Quintanilla |
|                     | Lista Independiente N° 7 Solidaridad Huancavelica                        | Hugo Acosta Malpica         |
|                     | Lista Independiente N° 11 Arte y Juventud                                | Orlando Contreras Osorio    |
|                     | Lista Independiente N° 13 Frente Democrático de Izquierda - Huancavelica | Arístides Morales Palomino  |
|                     | Lista Independiente N° 17 Defensor del Pueblo                            | Tolomeo Guerra Quispe       |
|                     | Lista Independiente N° 19 Unidad Popular Huancavelica                    | César Huaroto Solano        |
|                     | Lista Independiente N° 21 La Gran Mayoría - Huancavelica                 | Pablo Vásquez Ampa          |
|                     | Lista Independiente N° 23 Cambio 93                                      | Walter Blua Quispe          |

## Resultados

### Sumario general
|                        |                                                                               |              |              |              |           |           |
| Partidos y coaliciones | Partidos y coaliciones                                                        | Voto popular | Voto popular | Voto popular | Regidores | Regidores |
| Partidos y coaliciones | Partidos y coaliciones                                                        | Votos        | %            | ±pp          | Total     | +/−       |
|                        | Partido Popular Cristiano (PPC)                                               | 2,886        | 24.58        | n/a          | 11        | +8        |
|                        | Izquierda Unida (IU)                                                          | 1,303        | 11.10        | –35.34       | 3         | –7        |
|                        | Lista Independiente N° 3 Frente Independiente Municipal                       | 1,074        | 9.15         | n/a          | 2         | +2        |
|                        | Lista Independiente N° 9 Frente Independiente de Trabajadores de Huancavelica | 869          | 7.40         | n/a          | 2         | +2        |
|                        | Lista Independiente N° 15 Frente Independiente de los Barrios - Huancavelica  | 798          | 6.80         | n/a          | 1         | +1        |
|                        | Acción Popular (AP)                                                           | 753          | 6.41         | n/a          | 0         | –5        |
|                        | Lista Independiente N° 23 Cambio 93                                           | 566          | 4.82         | n/a          | 0         | ±0        |
|                        | Lista Independiente N° 5 Renovación                                           | 502          | 4.28         | n/a          | 0         | ±0        |
|                        | Partido Aprista Peruano (APRA)                                                | 493          | 4.20         | –4.54        | 0         | –1        |
|                        | Movimiento Libertad (Libertad)                                                | 486          | 4.14         | n/a          | 0         | ±0        |
|                        | Lista Independiente N° 19 Unidad Popular Huancavelica                         | 472          | 4.02         | n/a          | 0         | ±0        |
|                        | Lista Independiente N° 21 La Gran Mayoría - Huancavelica                      | 409          | 3.48         | n/a          | 0         | ±0        |
|                        | Lista Independiente N° 7 Solidaridad Huancavelica                             | 408          | 3.47         | n/a          | 0         | ±0        |
|                        | Lista Independiente N° 11 Arte y Juventud                                     | 386          | 3.29         | n/a          | 0         | ±0        |
|                        | Frente Nacional de Trabajadores y Campesinos (FNTC)                           | 273          | 2.32         | n/a          | 0         | ±0        |
|                        | Lista Independiente N° 13 Frente Democrático de Izquierda - Huancavelica      | 64           | 0.55         | n/a          | 0         | ±0        |
|                        | Lista Independiente N° 17 Defensor del Pueblo                                 | 0            | 0.00         | n/a          | 0         | ±0        |
|                        |                                                                               |              |              |              |           |           |
| Total                  | Total                                                                         | 11,742       |              |              | 19        | ±0        |
|                        |                                                                               |              |              |              |           |           |
| Votos válidos          | Votos válidos                                                                 | 11,742       | 44.90        | +1.80        |           |           |
| Votos en blanco        | Votos en blanco                                                               | 2,794        | 10.68        | –6.90        |           |           |
| Votos nulos            | Votos nulos                                                                   | 11,617       | 44.42        | +5.10        |           |           |
| Votos emitidos         | Votos emitidos                                                                | 26,153       | 46.62        | –11.33       |           |           |
| Abstenciones           | Abstenciones                                                                  | 29,943       | 53.38        | +11.33       |           |           |
| Votantes registrados   | Votantes registrados                                                          | 56,096       |              |              |           |           |
|                        |                                                                               |              |              |              |           |           |
| Fuente:                |                                                                               |              |              |              |           |           |

### Concejo Provincial de Huancavelica
| Cargo                                | Autoridad electa                 | Partido político | Partido político          |
| ------------------------------------ | -------------------------------- | ---------------- | ------------------------- |
| Alcaldesa Provincial de Huancavelica | Emma Vargas de Benavides         |                  | Partido Popular Cristiano |
| Regidor Provincial de Huancavelica   | Wenceslao Revolo Rodríguez       |                  | Partido Popular Cristiano |
| Regidor Provincial de Huancavelica   | Estanislao Contreras Angulo      |                  | Partido Popular Cristiano |
| Regidor Provincial de Huancavelica   | Mauro Abregú Escobar             |                  | Partido Popular Cristiano |
| Regidor Provincial de Huancavelica   | Samuel Barreto Laguna            |                  | Partido Popular Cristiano |
| Regidor Provincial de Huancavelica   | Arcadio Contreras Choque         |                  | Partido Popular Cristiano |
| Regidor Provincial de Huancavelica   | Nicanor Saforas Matos            |                  | Partido Popular Cristiano |
| Regidora Provincial de Huancavelica  | Edén Flores Pérez                |                  | Partido Popular Cristiano |
| Regidor Provincial de Huancavelica   | Julio Chaparro Zegarra           |                  | Partido Popular Cristiano |
| Regidora Provincial de Huancavelica  | Lidia Pérez Madrid               |                  | Partido Popular Cristiano |
| Regidor Provincial de Huancavelica   | Mauro Chumbes Charapaqui         |                  | Partido Popular Cristiano |
| Regidora Provincial de Huancavelica  | Emilia Matos Tovar Vda de Sierra |                  | Partido Popular Cristiano |
| Regidor Provincial de Huancavelica   | Enrique Puente Gutiérrez         |                  | Izquierda Unida           |
| Regidor Provincial de Huancavelica   | Irineo Ñahui Palomino            |                  | Izquierda Unida           |
| Regidora Provincial de Huancavelica  | María Sánchez Paredes            |                  | Izquierda Unida           |
| Regidor Provincial de Huancavelica   | Víctor Durán Pardo               |                  | Lista Independiente N° 3  |
| Regidor Provincial de Huancavelica   | Inocencio Alegre Mendoza         |                  | Lista Independiente N° 3  |
| Regidor Provincial de Huancavelica   | Félix Paredes Mávila             |                  | Lista Independiente N° 9  |
| Regidora Provincial de Huancavelica  | María Soldevilla Durán           |                  | Lista Independiente N° 9  |
| Regidor Provincial de Huancavelica   | Jorge Ruiz Curipaco              |                  | Lista Independiente N° 15 |

## Elecciones municipales distritales

### Sumario general
| Partidos y coaliciones | Partidos y coaliciones                              | Voto popular | Voto popular | Voto popular | Alcaldías | Alcaldías |
| Partidos y coaliciones | Partidos y coaliciones                              | Votos        | %            | ±pp          | Total     | +/−       |
| ---------------------- | --------------------------------------------------- | ------------ | ------------ | ------------ | --------- | --------- |
|                        | Partido Popular Cristiano (PPC)                     |              |              | n/a          | 5         | +5        |
|                        | Izquierda Unida (IU)                                |              |              |              | 4         | +1        |
|                        | Acción Popular (AP)                                 |              |              | n/a          | 0         | ±0        |
|                        | Partido Aprista Peruano (APRA)                      |              |              |              | 0         | ±0        |
|                        | Movimiento Libertad (Libertad)                      |              |              | n/a          | 0         | ±0        |
|                        | Frente Nacional de Trabajadores y Campesinos (FNTC) |              |              | n/a          | 0         | ±0        |
|                        | Listas independientes distritales                   |              |              | n/a          | 2         | +2        |
|                        | Sin información disponible                          | —            | —            | —            | 6         | —         |
|                        |                                                     |              |              |              |           |           |
| Total                  | Total                                               |              |              |              | 16        | –1        |
|                        |                                                     |              |              |              |           |           |
| Votos válidos          |                                                     |              |              |              |           |           |
| Votos en blanco        |                                                     |              |              |              |           |           |
| Votos nulos            |                                                     |              |              |              |           |           |
| Votos emitidos         |                                                     |              |              |              |           |           |
| Abstenciones           |                                                     |              |              |              |           |           |
| Votantes registrados   |                                                     |              |              |              |           |           |
|                        |                                                     |              |              |              |           |           |
| Fuente:                |                                                     |              |              |              |           |           |

### Resultados por distrito
La siguiente tabla enumera el control de los distritos de la provincia de Huancavelica. El cambio de mando de una organización política se resalta del color de ese partido.
| Distrito         | Alcalde(sa) titular        | Partido político           | Partido político           | Alcalde(sa) electo(a)      | Partido político | Partido político           |
| ---------------- | -------------------------- | -------------------------- | -------------------------- | -------------------------- | ---------------- | -------------------------- |
| Acobambilla      | Sin información disponible | Sin información disponible | Sin información disponible | Rogelio Ramos Huamán       |                  | Lista Independiente N° 3   |
| Acoria           | Alejandro Fernández Coca   |                            | Izquierda Unida            | Florentino Garcia Egoavil  |                  | Unión Cívica Independiente |
| Conayca          | Sin autoridades electas    | Sin autoridades electas    | Sin autoridades electas    | Enrique Cárdenas Cuicapusa |                  | Lista Independiente N° 7   |
| Cuenca           | Sin autoridades electas    | Sin autoridades electas    | Sin autoridades electas    | Javier Matos Gómez         |                  | Partido Popular Cristiano  |
| Huachocolpa      | Sin autoridades electas    | Sin autoridades electas    | Sin autoridades electas    | Nemesio Santiago Aguirre   |                  | Partido Popular Cristiano  |
| Huayllahuara     | Sin autoridades electas    | Sin autoridades electas    | Sin autoridades electas    | Alejandro Martínez Chaupis |                  | Lista Independiente N° 5   |
| Izcuchaca        | Julio Huamán Rosas         |                            | Izquierda Unida            | Carmela Macavilca Ramos    |                  | Izquierda Unida            |
| Laria            | Máximo Cuicapusa Gómez     |                            | Unión Cívica Independiente | Guillermo Ccanto Rojas     |                  | Izquierda Unida            |
| Manta            | Sin autoridades electas    | Sin autoridades electas    | Sin autoridades electas    | Simón Soto Páucar          |                  | Movimiento Libertad        |
| Mariscal Cáceres | Alberto Escobar Lunazco    |                            | Izquierda Unida            | Alberto Escobar Lunazco    |                  | Izquierda Unida            |
| Moya             | Rómulo Vicuña Peña         |                            | Izquierda Unida            | Delfín Quispe Pocumucha    |                  | Partido Popular Cristiano  |
| Nuevo Occoro     | Sin autoridades electas    | Sin autoridades electas    | Sin autoridades electas    | Cirilo García Muñoz        |                  | Partido Popular Cristiano  |
| Palca            | Sin autoridades electas    | Sin autoridades electas    | Sin autoridades electas    | Rufino Castellanos Curasma |                  | Izquierda Unida            |
| Pilchaca         | Teodocio Cocis Rojas       |                            | Partido Popular Cristiano  | Guida Huanay Salas         |                  | Lista Independiente N° 3   |
| Vilca            | Cupertino Zúñiga Sáenz     |                            | Izquierda Unida            | Pedro Rojas Martínez       |                  | Partido Popular Cristiano  |
| Yauli            | Sin información disponible | Sin información disponible | Sin información disponible | Lorgio Rojas Paitán        |                  | Lista Independiente N° 3   |